# Łukasz Banffi

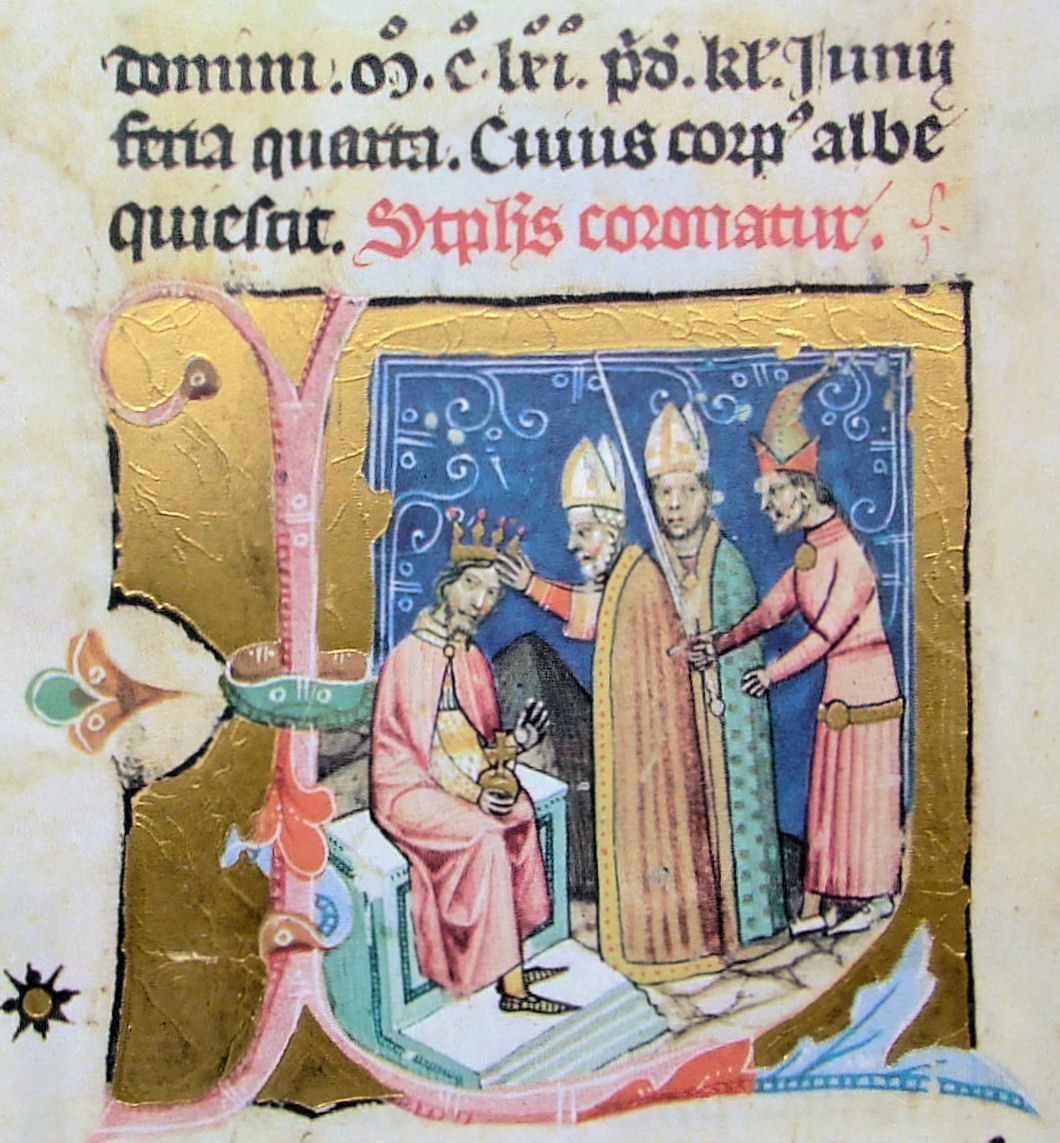
Łukasz Banffi koronuje Stefana III. Miniatura z Kroniki Ilustrowanej

Łukasz Banffi (zm. 1181) – arcybiskup Ostrzyhomia od 1158.
Po śmierci Gejzy II i objęciu rządów przez jego piętnastoletniego syna Stefana III wszedł w skład rady regencyjnej.
W czasie sporu papiestwa z cesarstwem pozostawał w obozie papieskim; w obronie interesów kościelnych obłożył nawet króla Stefana III klątwą.